# Надья
Надья (фр. Nadiya, настоящее имя Nadia Zighem, 19 июня 1973) — французская R&B исполнительница.

## Биография
Надья родилась в Туре. Её семья родом из Мостаганема, региона на севере Алжира. Она младшая из 8 детей. У неё есть 4 брата — Кадер, Туати, Баклав, Вахеб и 3 сестры — Малика, Сидарта и Карла. Её отец Мухаммед работал чернорабочим, а её мать Ямина — медсестрой. В детстве она посещала спортивные секции. Её брат — Кадер Зигем чемпион мира по французскому боксу.

## 2001-2005: Первый коммерческий успех
Она выступала дуэтом с Stomy Bugsy в 2001 году под названием "Aucun Dieu ne pourra me pardonner" (Бог Меня Никогда Не Простит). Сингл "J'ai confiance en toi" (Я Доверяю Тебе), выпущенный в феврале 2001 года, стал первым её синглом который попал в французский чарт синглов, достиг 38 места и продержался 13 недель. Второй сингл был немного более успешным. "Chaque fois" (Каждый Раз) был выпущен в августе 2001 года и достиг 27 места в чарте, и продержался 18 недель. После этих успехов Надья записала полный студийный альбом под названием "Changer les choses" (Меняя вещи). Несмотря на то что синглы имели определенный успех, альбом не получил особой популярности во Франции, и даже не попал во французский топ-200 альбомов. Однако, Надья была номинирована на французскую ежегодную музыкальную премию в 2002 году.
В марте 2004 года Надья выпустила очередной сингл под названием "Parle-moi" (Поговори Со Мной). В песне были затронуты темы проблем в семье и связей с её родителями. Песня стала её первым большим хитом во Франции, дебютировав на 79 месте, позже взлетев на второе место через неделю после появления. Данная песня до сих пор остается самым большим хитом Надьи во Франции, продержавшись 24 недели в чарте. "Parle-moi" также стал первым синглом который попал в чарт Швейцарии, достигнув 11 места на 5 неделе пребывания в швейцарском чарте. В Польше этот сингл стал 'хитом лета 2004'. Её второй студийный альбом 16/9 был записан в июне 2004 года. Он продержался 93 непоследовательных недели в чарте альбомов достигнув 6 места. Её 5-летний сын также подыгрывал ей в одном из синглов альбома ("Quand vient la nuit").
Второй сингл "Et c'est parti..." стал первым международным хитом, попав в чарты некоторых европейских стран включая Бельгию и Голландию. Музыкальный видеоклип для данного сингла показывает саму певицу, выступающую на ринге. В сингле и видеоклипе принимал участие рэпер Smartzee. Сингл достиг 5 места во Франции и 21 в Швейцарии. "Si loin de vous" ("Так Далеко От Тебя"), выпущенный в декабре 2004 года был последним синглом альбома попавшим в чарты Франции(#6) и Швейцарии(#27). В видеоклипе к данному синглу показана военная тематика. В 2005 году этот альбом получил французскую ежегодную музыкальную премию в номинации Лучший альбом в жанре рэп/хип-хоп/R&B
По данным её сайта, во Франции было продано свыше 500 тысяч копий 16/9, 750 тысяч копий синглов и 300 тысяч её DVD "L'histoire en 16/9" ("История 16/9") (который получил статус платинового), который включал 3 Музыкальный видеоклипа (Parle-moi, Et c'est parti... и Si loin de vous), а также некоторые фотографии, интервью и бонусный CD с ремиксами песен.

## 2006-настоящее время: развитие карьеры

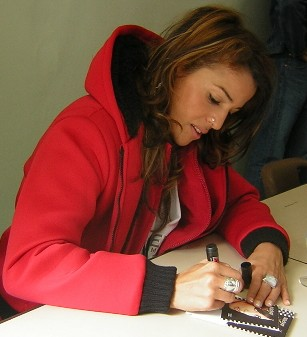
Надья раздает автографы (2006)

В феврале 2006 года Надья выпустила новый сингл "Tous ces mots" ("Все Те Слова"). Песня достигла второго места во Франции и 25 в Швейцарии. После успеха "Tous ces mots" её третий студийный альбом под названием Надья был выпущен в июне того же года. По словам Надьи, в данном альбоме чувствуется большее присутствие элементов рока, чем в её предыдущих альбомах. SNEP недавно опубликовал список самых продаваемых синглов первого квартала 2006 года (с 1 января по 31 марта 2006 года). Несмотря на то, что "Tous ces mots" был выпущен за 4 недели до конца первого квартала 2006 года, он занял 13 место в списке. Второй сингл под названием "Roc", был выпущен через 2 недели после релиза альбома - 19 июня. В видеоклипе Надья выступает на большом стадионе. Данный сингл последовал успеху "Tous ces mots" заняв 2 место на 4 недели в чарте Франции. Из всех синглов Надьи этот дольше всех продержался в топ-10 (из них 11 недель в топ-5). В Швейцарии сингл был менее популярным, дебютировав на 30 месте и поднявшись на 29 место через неделю. Третий сингл с альбома "Amies-ennemies" был выпущен 31 октября и достиг 4 места во французском чарте. Он продержался в топ-10 11 недель, что на 2 неделе меньше чем предыдущий сингл - "Roc."
В октябре 2006 года, Надья отвергала что имеет роман с Зинедином Зиданом. Она заявила что "Мы видели друг друга только один раз и больше между нами ничего не было".
Планировалось, что Надья начнет свой первый гастрольный тур в ноябре 2006 года, но по неизвестной причине, все выступления между 3 ноября и 9 декабря были отменены. Веб-сайт опубликовавший информацию об отмене, заявил что начало тура будет отложено до 2007 года. Позже стало известно что тур был отложен до 2008 года.
Надья приступила к записи нового альбома после релиза "Amies-ennemies" ("Друзья-Враги"). Альбом получил название La Source ("Источник"). Главный сингл альбома - "Vivre ou Survivre" ("Живи Или Выживай"). После релиза "Vivre ou Survivre" официальный веб-сайт объявил что тур начнется 8 марта и закончится 31 мая 2008 года, в 'Palais des Sports' (Париж). Сингл стал её 9 хитом попавшим в топ-40.
22 апреля Надья попала во французский чарт синглов под первым номером за её дуэт с Энрике Иглесиасом. Tired Of Being Sorry(Laisse le destin l'emporter) ("Позволь Судьбе Самой Сбыться"). Это был её первый сингл, возглавивший французские чарты. Сингл продержался на первом месте 11 непродолжительных недель, до того как опуститься на второе место на 6 недель.
Позже, официальный веб-сайт объявил что Надья собирается выпустить новый студийный альбом 1 декабря 2008 года. Позже стало известно название альбома - Electron Libre. В конце сентября 2008 года был записан дуэт с Келли Роуленд под названием "No Future in the Past". Данный сингл был представлен как часть будущего альбома.
Надья была номинирована на NRJ Music Awards в 2008 году в категориях 'Лучшая группа/дуэт/трио года' и 'Лучшая исполнительница'. Она не одержала победу ни в одной из них.
В декабре 2017 года Надья после долгого перерыва выпустила новый сингл "Unity" и объявила о работе над новым альбомом.

## Дискография

### Синглы
| Год  | Сингл                                                                        | Позиция в чарте                         | Позиция в чарте                         | Позиция в чарте                         | Позиция в чарте                         | Позиция в чарте                         | SNEP (sales)         | Альбом                     |
| Год  | Сингл                                                                        | ФРА                                     | ШВЦ                                     | БЕЛ (Wl)                                | БЕЛ (Wa)                                | ЕВР                                     | SNEP (sales)         | Альбом                     |
| ---- | ---------------------------------------------------------------------------- | --------------------------------------- | --------------------------------------- | --------------------------------------- | --------------------------------------- | --------------------------------------- | -------------------- | -------------------------- |
| 1999 | "Denoue mes mains"                                                           | —                                       | —                                       | —                                       | —                                       | —                                       | —                    | —                          |
| 2000 | "J'ai confiance en toi"                                                      | 38                                      | —                                       | —                                       | —                                       | —                                       | —                    | Changer les Choses         |
| 2001 | "Chaque fois"                                                                | 27                                      | —                                       | —                                       | —                                       | —                                       | —                    | Changer les Choses         |
| 2004 | "Parle-moi"                                                                  | 2                                       | 11                                      | —                                       | 2                                       | 9                                       | Золотой (215,000)    | 16/9                       |
| 2004 | "Et c'est parti..."                                                          | 5                                       | 21                                      | 1                                       | 2                                       | 15                                      | Золотой (214,000)    | 16/9                       |
| 2004 | "Si loin de vous (Hey oh... par la radio)"                                   | 6                                       | 27                                      | 10                                      | 4                                       | 26                                      | Золотой (191,000)    | 16/9                       |
| 2005 | "Signes"                                                                     | Не участвовал в чартах (digital single) | Не участвовал в чартах (digital single) | Не участвовал в чартах (digital single) | Не участвовал в чартах (digital single) | Не участвовал в чартах (digital single) |                      | 16/9                       |
| 2006 | "Tous ces mots" 1 (feat. Smartzee)                                           | 2                                       | 25                                      | 29                                      | 4                                       | 24                                      | Золотой (216,098)    | Nadiya                     |
| 2006 | "Roc" 1                                                                      | 2                                       | 29                                      | —                                       | 2                                       | 19                                      | Золотой (252,606)    | Nadiya                     |
| 2006 | "Amies-ennemies" 1                                                           | 4                                       | 40                                      | —                                       | 3                                       | 30                                      | Серебряный (144,679) | Nadiya                     |
| 2007 | "Vivre ou Survivre"                                                          | 26                                      | —                                       | —                                       | —                                       | 182                                     | —                    | La Source                  |
| 2008 | "Tired of Being Sorry (Laisse le destin l'emporter)" (with Enrique Iglesias) | 1                                       | 6                                       | —                                       | 1                                       | 10                                      | Платиновый (300,000) | Insomniac / Electron Libre |
| 2008 | "No Future in the Past" (featuring Kelly Rowland)                            | —                                       | —                                       | —                                       | —                                       | —                                       | —                    | Electron Libre             |
| 2009 | "J'irai Jusque La"                                                           | —                                       | —                                       | —                                       | —                                       | —                                       | —                    | Electron Libre             |
| 2009 | "Miss You" (featuring Enrique Iglesias)                                      | —                                       | —                                       | —                                       | —                                       | —                                       |                      | Electron Libre             |

- 1: Sales till the end of 2006. The sales numbers are for both the physical CD sales as well as downloads.

### Награды
- 2005 Victoires de la musique – Лучший альбом в жанре рэп/хип-хоп/R&B (16/9)

### Сайты
Русскоязычный сайт Надьи
Русскоязычная группа на сайта VK